# Fiastra
Fiastra – miejscowość i gmina we Włoszech, w regionie Marche, w prowincji Macerata.
Według danych na rok 2004 gminę zamieszkiwało 615 osób, 10,8 os./km².